# Magnituda (astronomija)
Magnituda je v astronomiji brezrazsežna količina svetlosti telesa na določenem pasu valovnih dolžin, običajno v vidnem ali infrardečem spektru, včasih pa preko vseh valovnih dolžin. Magnitude je v antiki definiral Hiparh s svojo nenatančno, toda sistematično metodo.
Lestvica je logaritmična, kjer je vsaka sprememba magnitude enaka spremembi svetlosti za faktor petega korena iz 100, kar je približno 2,512. Primer: zvezda 1. magnitude je natanko 100-krat svetlejša od zvezde 6. magnitude. Svetlejše kot je telo, nižjo vrednost magnitude bo imel. Za izredno svetle objekte so dovoljene tudi negativne vrednosti.
Astronomi uporabljamo dve različni definiciji magnitude: navidezna magnituda in absolutna magnituda. Navidezna magnituda (m) je količina svetlosti telesa na nočnem nebu, gledano z Zemlje. Odvisna je od dejanskega izseva, razdalje in ekstinkcije, ki znižuje svetlost. Absolutna magnituda (M) podaja dejanski izsev, ki ga seva telo, in je za zvezde definirana kot navidezna magnituda, ki bi jo imelo telo na razdalji 10 parsekov. Za planete in mala telesa Osončja obstajajo kompleksnejše definicije, ki temeljijo na svetlosti na razdalji ene astronomske enote od opazovalca in Sonca.
Sonce ima navidezno magnitudo −27 in Sirij, ki je najsvetlejša zvezda ponoči, ima −1.46. Navidezno magnitudo se lahko določi tudi umetnim telesom v Zemljini tirnici. Primer je Mednarodna vesoljska postaja (ISS), ki včasih dosega magnitudo do −6.

## Lestvica
Lestvica deluje obratno, kot bi si sprva predstavljali: telesa z negativno magnitudo so svetlejša kot tista s pozitivno magnitudo. Z nižanjem magnitude se telo svetli.
Telesa, ki so dlje na levo, so svetlejša. Telesa, ki so dlje na desno, so temnejša. Torej se nič pojavi v sredini, skrajno levo so najsvetlejša telesa, skrajno desno so najtemnejša telesa.

## Navidezna in absolutna magnituda

### Zgledi
Naslednja tabela podaja navidezne magnitude nebesnih teles in umetnih satelitov od Sonca do najtemnejšega telesa, ki ga lahko še zazna Hubblov vesoljski teleskop (HST):
| −27 | 6,31×10  | Sonce                   | −7 | 631       | Supernova SN 1006                                                              | 13 | 6,31×10−6  | 3C 273 meja 4,5–6 inčnih (11–15 cm) teleskopov        |
| −26 | 2,51×10  |                         | −6 | 251       | ISS (maks.)                                                                    | 14 | 2,51×10−6  | Pluton (maks.) meja 8–10 inčnih (20–25 cm) teleskopov |
| −25 | 10       |                         | −5 | 100       | Venera (maks.)                                                                 | 15 | 10−6       |                                                       |
| −24 | 3,98×109 |                         | −4 | 39,8      | Najtemnejše telo, ki ga lahko sredi dneva zaznamo s prostim očesom             | 16 | 3,98×10−7  | Haron (maks.)                                         |
| −23 | 1,58×109 |                         | −3 | 15,8      | Jupiter (maks.), Mars (maks.)                                                  | 17 | 1,58×10−7  |                                                       |
| −22 | 6,31×108 |                         | −2 | 6,31      | Merkur (maks.)                                                                 | 18 | 6,31×10−8  |                                                       |
| −21 | 2,51×108 |                         | −1 | 2,51      | Sirij                                                                          | 19 | 2,51×10−8  |                                                       |
| −20 | 108      |                         | 0  | 1         | Vega, Saturn (maks.)                                                           | 20 | 10−8       |                                                       |
| −19 | 3,98×107 |                         | 1  | 0,398     | Antares                                                                        | 21 | 3,98×10−9  | Kaliroja (Jupitrov satelit)                           |
| −18 | 1,58×107 |                         | 2  | 0,158     | Severnica                                                                      | 22 | 1,58×10−9  |                                                       |
| −17 | 6,31×106 |                         | 3  | 0,0631    | Karlovo srce                                                                   | 23 | 6,31×10−10 |                                                       |
| −16 | 2,51×106 |                         | 4  | 0,0251    | Alfa Raka                                                                      | 24 | 2,51×10−10 |                                                       |
| −15 | 106      |                         | 5  | 0,01      | Vesta (maks.), Uran (maks.)                                                    | 25 | 10−10      | Fenrir (Saturnov satelit)                             |
| −14 | 3,98×105 |                         | 6  | 3,98×10−3 | povprečna meja vidnosti s prostim očesom                                       | 26 | 3,98×10−11 |                                                       |
| −13 | 1,58×105 | Polna luna              | 7  | 1,58×10−3 | Ceres (maks.) najtemnejše zvezde, vidne s prostim očesom iz zelo temnih krajev | 27 | 1,58×10−11 | mejna magnituda za 8m teleskope                       |
| −12 | 6,31×104 |                         | 8  | 6,31×10−4 | Neptun (maks.)                                                                 | 28 | 6,31×10−12 |                                                       |
| −11 | 2,51×104 |                         | 9  | 2,51×10−4 |                                                                                | 29 | 2,51×10−12 |                                                       |
| −10 | 104      |                         | 10 | 10−4      | povprečna meja 7×50 binokularjev                                               | 30 | 10−12      |                                                       |
| −9  | 3,98×103 | Iridijev izbruh (maks.) | 11 | 3,98×10−5 | Proksima Kentavra                                                              | 31 | 3,98×10−13 |                                                       |
| −8  | 1,58×103 |                         | 12 | 1,58×10−5 |                                                                                | 32 | 1,58×10−13 | mejna magnituda HST za vidno svetlobo                 |